# Cuisine vénitienne

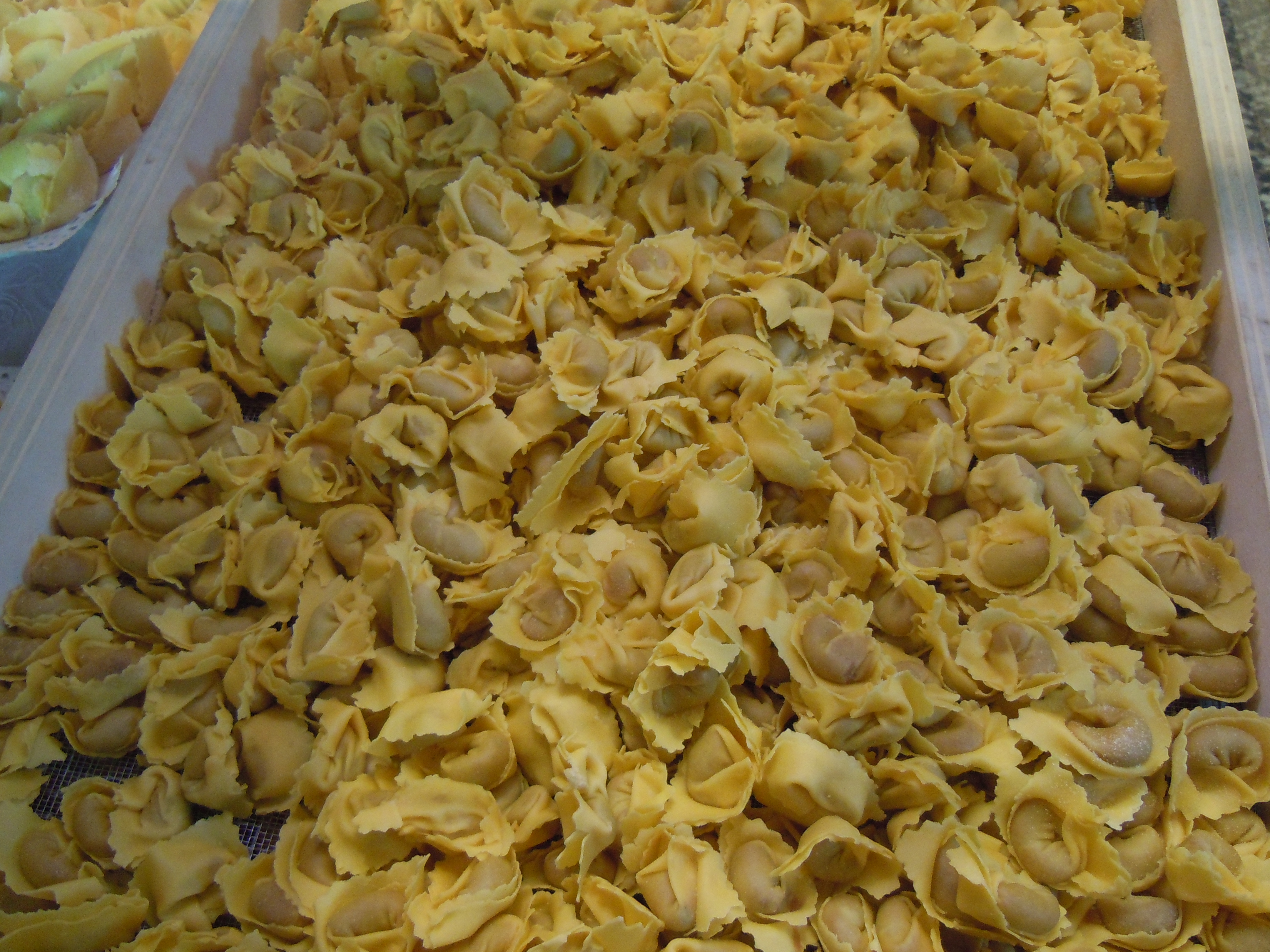
Les tortellini de Valeggio sul Mincio.

La cuisine vénitienne, de la ville de Venise, Italie, ou plus largement de la région de la Vénétie, a une histoire séculaire et diffère sensiblement des autres cuisines du nord de l'Italie (notamment Frioul-Vénétie Julienne et Trentin-Haut-Adige/Südtirol), de l'Autriche voisine et des pays slaves (notamment Slovénie et Croatie), malgré quelques points communs.